# 麻田駅 (仁川広域市)
麻田駅（マジョンえき）は、大韓民国仁川広域市西区麻田洞にある仁川交通公社（仁川都市鉄道）2号線の駅である。駅番号はI204。

## 駅構造
相対式ホーム2面2線の地下駅である。

### のりば
| 上り | ●2号線 | 黔丹梧柳方面                   |
| 下り | ●2号線 | 黔岩・朱安・仁川市庁・雲宴方面 |

## 駅周辺
- 麻田初等学校
- 麻田中学校（朝鮮語版）
- 完整初等学校
- 黔丹郵便局
- ホームプラスエクスプレス仁川麻田店

## 歴史
- 2015年10月5日：駅名が麻田駅に確定[1]。
- 2016年7月30日 2号線開通と同時に営業開始[2]。

## 隣の駅
仁川交通公社（仁川都市鉄道）
●2号線
黔丹サゴリ駅 (I203) - 麻田駅 (I204) - 完井駅 (I205)